# Жуан Вієйра Пінту
Жуан Вієйра Пінту (порт. João Vieira Pinto, нар. 19 серпня 1971, Порту) — португальський футболіст, нападник.

## Клубна кар'єра
Народився 19 серпня 1971 року в місті Порту. Вихованець юнацьких команд футбольних клубів Байрро ду Фалькан та Агіаш да Ареоза.
У дорослому футболі дебютував 1988 року виступами за команду клубу «Боавішта», в якій провів два сезони, взявши участь у 17 матчах чемпіонату. 
Згодом з 1990 до 1992 року грав у складі команди дублерів мадридського «Атлетіко» та за «Боавішту».
Своєю грою за останню команду привернув увагу представників тренерського штабу клубу «Бенфіка», до складу якого приєднався 1992 року. Відіграв за лісабонський клуб наступні вісім сезонів своєї ігрової кар'єри. Більшість часу, проведеного у складі «Бенфіки», був гравцем атакувальної ланки основного складу команди.
2000 року уклав контракт з клубом «Спортінг», у складі якого провів наступні чотири роки своєї кар'єри гравця. Граючи у складі «Спортінга» також здебільшого виходив на поле в основному складі команди.
Протягом 2004—2006 років знову захищав кольори команди клубу «Боавішта».
Завершив професійну ігрову кар'єру у клубі «Брага», за команду якого виступав протягом 2006—2008 років.

## Виступи за збірну
У складі юнацької збірної Португалії до 20 років став переможцем молодіжного чемпіонату світу 1989 року в Саудівській Аравії та домашнього молодіжного чемпіонату світу 1991 року, ставши лише одним з трьох гравців в історії (поряд із партнером по команді Фернанду Брассардом та аргентинцем Серхіо Агуеро), який здобув цей титул двічі поспіль.
Протягом 1991—1994 років залучався до складу молодіжної збірної Португалії, з якою став срібним призером молодіжного чемпіонату Європи 1994 року у Франції.
У 1991 році дебютував в офіційних матчах у складі національної збірної Португалії. Протягом кар'єри у національній команді, яка тривала 12 років, провів у формі головної команди країни 81 матч, забивши 23 голи.
У складі збірної був учасником чемпіонату Європи 1996 року в Англії, чемпіонату Європи 2000 року у Бельгії та Нідерландах, на якому команда здобула бронзові нагороди, а також чемпіонату світу 2002 року в Японії і Південній Кореї.

## Титули і досягнення
- Чемпіон Португалії (1):

«Бенфіка»:  1993–94
«Спортінг»:  2001–02
- Володар Кубка Португалії (4):

«Боавішта»:  1991–92
«Бенфіка»:  1992–93, 1995–96
«Спортінг»:  2001–02
- Володар Суперкубка Португалії (1):

«Спортінг»: 2000
- Чемпіон світу (U-20): 1989, 1991
- Футболіст року в Португалії:

1992, 1993, 1994